# 스테벵 모레이라
스테뱅 모레이라(포르투갈어: Steven Moreira, 프랑스어: Steven Moreira 스티븐 모레이라[*], 1994년 8월 13일 ~ )는 메이저 리그 사커의 콜럼버스 크루에서 라이트백 또는 센터백으로 뛰고 있는 카보베르데의 축구 선수이다. 프랑스에서 태어난 그는 카보베르데 국가대표팀에서 뛰고 있다.

## 구단 경력
렌의 유소년 선수인 모레이라는 2016년 8월 30일 120만 유로의 이적료로 FC 로리앙에 입단하여 4년 계약을 체결했다. 그는 쿠프 드 라 리그 2라운드에서 RC 랑스를 상대로 프로 첫 골을 기록했다.
2018년 8월 10일, 모레이라는 툴루즈로 이적하여 3년 계약 조건에 동의했다. 2019년 11월 24일, 그는 마르세유와의 경기에서 레드카드를 받은 후 3경기 출장 정지 징계를 받았다. 2020년 2월 15일, 그는 아담 우나스와의 경기에서 반칙으로 레드카드를 받았고, 그 결과 3경기 출장 정지 징계를 받았다. 그는 2020년 9월 26일, 그의 첫 리그 골을 넣었고, 레스 비올츠의 안방 경기에서 3-1 승리에 기여했다. 2021년 3월 20일, 모레이라는 1-0으로 패한 니오르와의 경기에서 레드카드를 받았고, 결과적으로 3경기 출장 정지 징계를 받았다.
2021년 8월, 모레이라는 2023년 시즌이 끝날 때까지 계약을 연장할 수 있는 팀 옵션과 함께 콜럼버스 크루와 자유 이적으로 계약했다. 그는 첫 시즌에 캄페오네스컵에서 팀 데뷔를 포함하여 총 8경기에 출전했다.

## 국가대표팀 경력
프랑스에서 태어난 모레이라는 카보베르데 혈통이며 전 프랑스 청소년 국가대표이다. 그는 2013년 UEFA U-19 유럽 선수권 대회에 출전하여 준우승을 차지했다. 그는 2023년 10월에 열린 일련의 친선 경기를 위해 카보베르데 국가대표팀에 소집되었다. 그는 2023년 10월 12일에 열린 알제리와의 경기에서 카보베르데와 함께 데뷔했다. 모레이라는 2023년 아프리카 네이션스컵 8강전에 진출한 카보베르데 국가대표팀의 일원이었다.